# San H25A
San H25A – autobus międzymiastowy, produkowany w latach 1961–1967 przez Sanocką Fabrykę Autobusów w Sanoku.

## Historia i opis modelu
Prototyp autobusu San H-25 został wystawiony na Międzynarodowych Targach Poznańskich w 1960, wówczas zaplanowano jego produkcję w 1961 roku w liczbie 2 tys. sztuk. Podczas Międzynarodowych Targów Poznańskich w czerwcu 1961 roku, Sanocka Fabryka Autobusów zaprezentowała nowy model autobusu międzymiastowego San H25A i jego odmian, wykorzystywaną w komunikacji miejskiej o oznaczeniu H25B. Seria H25 stanowiła modernizację, produkowanych od 1958 roku autobusów San H01A i H01B. Wprowadzone zmiany miały na celu lepsze dostosowanie tych pojazdów do wykonywanych zadań, zmniejszenie ich awaryjności oraz wydłużenie okresu eksploatacji.
Nadwozie Sana H25A w stosunku do poprzednika wyróżniało się całkowicie zmienioną ścianą czołową. Zamiast trzech oddzielnych szyb przednich zamontowano dwie gięte szyby panoramiczne, które zapewniały lepszą widoczność z miejsca kierowcy. Wręgowo-powłokowa konstrukcja nadwozia została wzmocniona. Poszycie zewnętrzne wykonane zostało z blachy stalowej i mocowane było do nadwozia za pomocą wkrętów maskowanych listwami aluminiowymi. W celu zwiększenia wygody wsiadania i wysiadania z pojazdu, umieszczone na przednim i tylnym zwisie drzwi w układzie 1-0-1 zostały poszerzone o 40 mm. Wnętrze pojazdu przeznaczone zostało do przewozu 35 pasażerów na stałych miejscach siedzących oraz dodatkowo 8 na siedzeniach rozkładanych, umieszczonych w przejściu. Do jego wykończenia zastosowano panele z płyty pilśniowej. Do przewozu bagaży pasażerów przewidziano wewnętrzne półki umieszczone nad oknami bocznymi oraz bagażnik dachowy.
Do napędu autobusu San H25A zastosowano 6-cylindrowy, rzędowy silnik benzynowy typu S472, o pojemności skokowej 4196 cm³ i mocy maksymalnej 69,8 kW (95 KM). Jednostka napędowa zblokowana została z 5-biegową manualną, niesynchronizowaną skrzynią biegów. Silnik umieszczony został w przedniej części pojazdu nad osią kół przednich, napęd na koła tylne przekazywany był poprzez wał o konstrukcji rurowej. W układzie jezdnym zastosowano sztywną oś przednią o przekroju dwuteowym, opartą na wzdłużnych półeliptycznych resorach piórowych oraz dwóch hydraulicznych amortyzatorach ramieniowych. Tylny most napędowy zawieszony został na dwóch półeliptycznych resorach piórowych, dodatkowo wspartych przez pomocnicze resory piórowe.
W 1964 roku przeprowadzono modernizację tego modelu. Główną zmianą było zastosowanie nowej jednostki napędowej typu S474. Był to 6-cylindrowy, rzędowy silnik benzynowy o pojemności skokowej 4680 cm³ i mocy maksymalnej 77,2 kW (105 KM). W układzie hamulcowym wprowadzono nadciśnieniowym układ wspomagania, w miejsce systemu podciśnieniowego. Modernizacja nadwozia ograniczona została do wprowadzenia nowego wzoru nadkoli kół oraz dwuczęściowej szyby tylnej. 
Produkcja autobusów serii San H25 zakończona została w 1967 roku, pomimo wprowadzenia do oferty producenta w 1964 roku modeli H27A i H27B wyposażonych w silnik wysokoprężny. Następcą Sanów H25 i H27 był model San H100 o konstrukcji ramowej.